# Рудка (притока Пруту)
Рудка — річка  в Україні, у Коломийському й Снятинському  районах Івано-Франківської області, ліва притока Пруту  (басейн Дунаю).

## Опис
Довжина річки 23 км., похил річки — 4,9 м/км. Формується з багатьох безіменних струмків.  Площа басейну 30,5 км².

## Розташування
Бере  початок на північному заході від села Підгайчики. Тече переважно на південний схід і у селі Хлібичин впадає у річку Прут, ліву притоку Дунаю.
Населені пункти вздовж  берегової смуги: Замулинці, Борщів.
Річку перетинає автомобільна дорога Н10